# Битка код Катвејка и Схевенингена
Ово су градови на обали Холандије у непосредној близини Хага (хол. Den Haag или 's-Gravenhage).
У овој бици је је први пут у иторији оморских ратовања била примањена тактика „линије бразде“.

## Ситуација пред битку
Холандију је рат тешко погађао. Њена поморска трговина је готово сасвим замрла. Сматра се да су Енглези у току рата запленили између 1600 и 1700 холандских трговачких бродова (приза), што је по вредности одговарало четвороструком приходу Енглеске, рибарство и трговина су били потпуно уништени. Као услов за мир Оливер Кромвел је тражио да Холандија напусти политичку самосталност. Очекивано, Холандија је то одбила а великом брзином је дато у градњу 30 бродова бржег и већег типа.
После битке код Норт Форленда 12. и 13. јуна 1653.г, енглеска флота са око 100 бродова под командом генерала на мору генерала на мору Џорџа Монка спроводила је уску блокаду холандске обале да би спречила сједињење холандске главнине снага која је под командом адмирала Мартена Тромпа била у реци Мези док се ескадара под командом Корнелиса де Вита (хол. Cornelis de Witt) налазила у Ден Хелдеру.

## Битка
Док су Енглези пред острвом Тесел мотрили на де Вита, адмирал Тромп је 3. августа са 80-90 бродова и пет брандера испловио из Мезе, задржао се неколико дана испред ушћа, а затим запловио ка северу. Обавештен о томе, Монк напушта блокаду и 8. августа се код Катвејка сусрео са Тромпом који је одмах окренуо своје бродове ка југу да би Енглезе одвукао што даље од Тесела и тако де Виту омогућио да исплови. Најбржи енглески бродови сустигли су зачеље холандске ескадре и прешли у напад, али је борба била прекинута падом мрака. де Витова ескадра је током ноћи отпловила из Ден Хелдера и следећег се јутра сјединила са Тромпом.
Због олује борбена дејства су отпочела тек следећег дана - 9. августа - пред Схевенингеном. Генерал на мору Монк је заузео повољнији тактички положај и током шесточасовне борбе избацио је из строја неколико холандских бродова. У бици се холандски адмиалски брод сударио са енглеским бродом. На палуби се развила страшна борба у којој је погинуо и адмирал Тромп, а де Вит је са ескадром почео да се повлачи. Након погибије адмирала Тромпа адмирал де Ројтер пробијо енглеску линију, али је морао да нареди да му се заставни брод одвуче, јер је од 150 људи имао 43 мртва и 53 рањена, а брод је био потпуно неспособан за маневрисање. У бици је погинуло и неколико истакнутих заповедника броодва на обе стране.
У бици код Катвејка и Схевенингена Холанђани су изгубили 14 бродова, а имали су око 500 погунулих, 700 рањених и око 700 заробљених, док су Енглези изгубили два брода, уз губитке од 400 погинулих и око 700 рањених.
Након битке енгласка флота се привремено повукла у своје луке ради поправке тешко оштећених бродова. То су искористили Холанђани да спроведу неколико конвоја трговачких бродова, али је то било незнатно у односу на њихову дотадашњу веома високо развијену поморску трговину.